# ベビーブーム
ベビーブーム（Baby boom）とは、主に特定の地域で一時的に新生児誕生率（出生率）が急上昇する現象である。狭義では、第二次世界大戦後に起こった人口急増現象を指し、人口動態学による社会現象分析やマーケティングに活用される場合が多い。それにより高齢化の加速に影響している。

## 第二次世界大戦終結後のベビーブーム
第二次世界大戦（太平洋戦争を含む）が終わると、戦争から兵士が帰還した際や、戦争後に先行きの見えない不安定な状況下におかれた人々が子供を作ったため、前後の世代に比べて極端に人口比が高い現象が世界的に見られた。この時期に結婚・出産した世代は概ね1910年代末期-1920年代初期に生まれた世代と見られており、おおむね1946年から1953年頃の間に、北米、欧州、オセアニア、日本など世界各国で同種の現象が起きた。ただし、国や地域によって時期については前後することがある。

## アフリカ
ユニセフの報告書によると、アフリカでは今後35年間にわたって、高い出生率と妊娠・出産可能な年齢の女性の数の増加でおよそ20億の赤ちゃんが誕生し、アフリカ大陸の人口は2倍に増加、18歳未満の人口はおよそ10億人に達すると見込まれている 。
2050年までに、アフリカは世界のすべての出生の約41%、5歳未満のすべての子供の40%、世界のすべての子供 (18 歳未満) の37%を占めると予測されている。アフリカ大陸は、1950年の1 平方キロメートルあたり8人から2015年には39人に増加し、20世紀半ばまでには約80人に増加すると予測されている。

## ルーマニア
法令770号（Decreței、1967–1989）：妊娠中絶と避妊の禁止により、ルーマニアでベビーブームが起こり病院が過密状態になった。1967年12月26日のシカゴトリビューンの記事によると、あまりに病院が過密であったため、医師は女性に自宅出産を懇願した。記事はまた「妊娠中の女性は病院のベッドを共有しなければならず、病気の赤ちゃんはグループで酸素テントに入れられていた」と述べた。ルーマニアのベビーブームは、国民の健康に影響を与えた。1967年に禁止される前は、妊娠中絶が唯一の避妊法だった。ルーマニアの指導者ニコラエ・チャウシェスクの民族主義的政策は、ベビーブームにさらに貢献した。支配的な民族グループの人々がより多くの子供を持つことを奨励するために、ルーマニア政府は、子供を持たない25歳以上の人への課税を含む、子供を持つための財政的インセンティブを確立した。これにより、多くの人々がより若い年齢で子供を産むようになり、ルーマニア人のパートナーとの出産が急増し、1980年代までに 1000人あたりの出産数は14.3に減少した。出生率を上げるために、チャウシェスクは法定結婚年齢を15歳に変更し、メディアキャンペーンを開始し、出産可能年齢のすべての女性に毎月の婦人科検査を義務付けた。これによりインセンティブへの支出が5倍近く増加したが、出生率は40%減少した。

## 日本

日本の合計特殊出生率(TFR)と出生数(1000人単位)の推移。

### 第一次ベビーブーム
日本では1947年から1949年にベビーブームが起きた。この3年間は出生数が250万人を超えており、合計すると約800万人程度の出生数となる。1949年の出生数269万6638人は戦後の統計において過去最多であり、この出生数は2019年の出生数86万5239人の約3.1倍である。なお、この期間に生まれた世代は団塊の世代と呼ばれる。

### 第二次ベビーブーム
1971年から1974年までの出生数200万人を超える時期を指すことが多く、1973年の出生数209万1983人がピークとなった。ただし、この出生数の増加は第一次ベビーブームと違い、合計特殊出生率の増加が伴われない出生数の増加である。なお、この期間に生まれた世代は団塊ジュニアと呼ばれることが多い。
第二次ベビーブーム以降の日本は少子化の一途をたどり、想定された第三次ベビーブームは発生しなかった。詳しくは「団塊ジュニア#消えた第三次ベビーブーム」や「少子化#日本」などを参照のこと。

## アメリカ
第一次世界大戦後のベビーブーム
1918年から1929年にかけてベビーブームが発生した。
第二次世界大戦後のベビーブーム

アメリカの出生率の推移 (1000人あたりの出生率). 赤線で示してある1946年から1964年までの期間がベビーブームの期間である 。

1946年から1964年の18年間（アメリカ合衆国国勢調査局）、または1950年から1964年ごろにベビーブームが発生した。この時期に生まれたアメリカ人は約7820万人とされる。この世代が成長するにつれてアメリカ社会に及ぼした影響が多く、ベトナム反戦やヒッピー文化、ウーマンリブ、ロックの興隆、そして現在はその世代の高齢化へと社会現象が移行しつつある。なおこの時期に生まれた世代をベビーブーマー (baby boomer) と呼ぶ。特に、1957年までに生まれた前期ベビーブーマー世代を"Baby Boomer cohort #1"、1958年からの後期ベビーブーマー世代を"Baby Boomer cohort #2"またはジェネレーション・ジョーンズと呼ぶこともある。
エコー・ベビーブーム
おおよそ1980年から1994年に再びベビーブームが発生した。この時期に生まれた世代を第二次ベビーブーム世代（エコー・ベビーブーマー (Echo baby boomers) 、あるいは単にエコーブーマー (echo boomers) ）、ジェネレーションY、ミレニアルジェネレーション（ミレニアルズ）などと呼ぶことがある。詳細については「en:Millennials」も参照のこと。

## イギリス
1960年代に合計特殊出生率が3.0近くに達し、10年以上にわたって出生数は90万人以上となった。